# Buque nodriza de submarinos

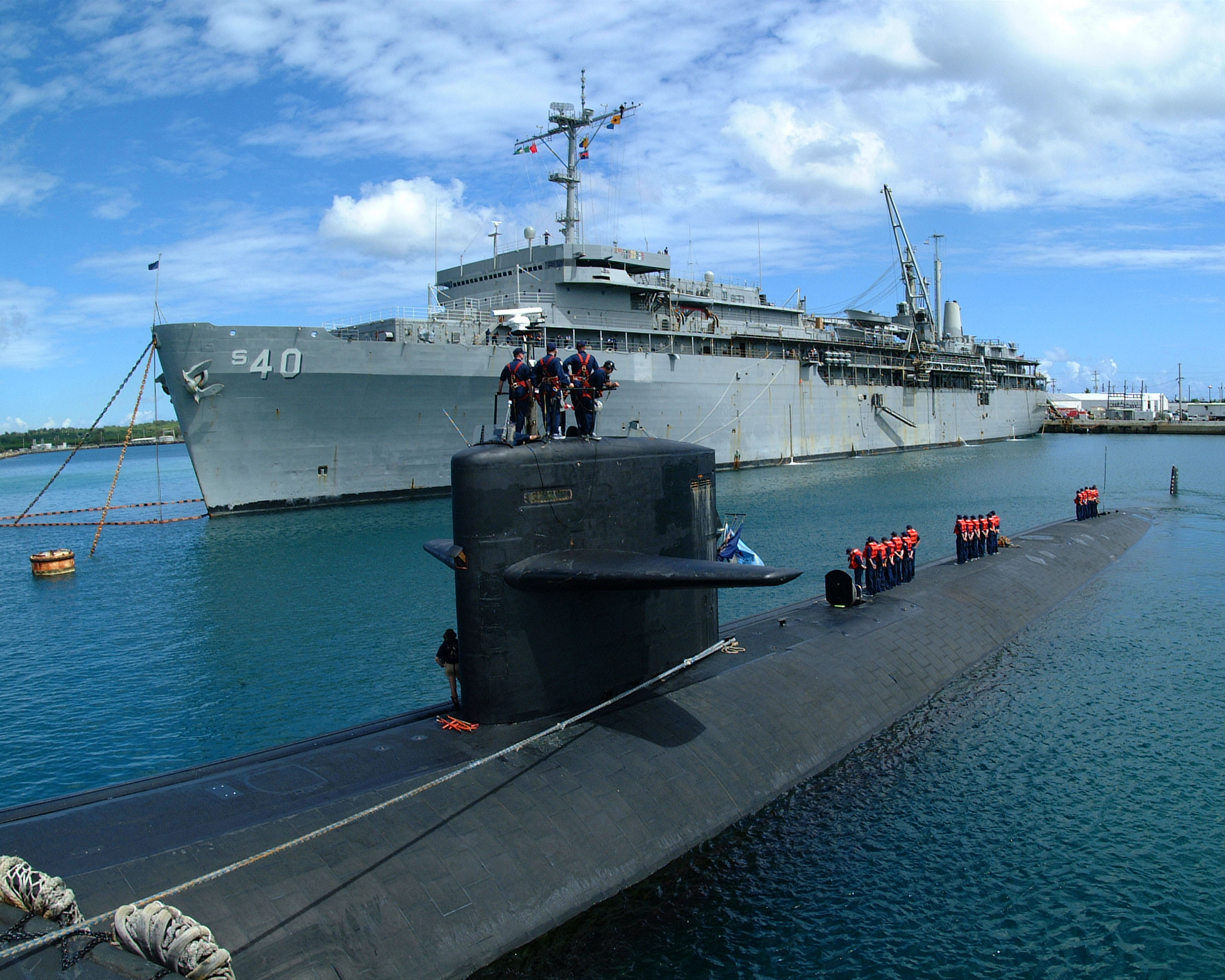
El USS Frank Cable, al fondo, uno de los dos últimos buques nodriza de Armada de los Estados Unidos.

Un buque nodriza de submarinos, madre de submarinos o ténder de submarinos es aquel encargado de apoyar las operaciones de los submarinos de guerra, proveyéndoles de combustible, torpedos, suministros, tripulaciones de recambio y acomodaciones, ya sea en alta mar, en calas no habilitadas o en puertos que no son base de la fuerza.

## Descripción

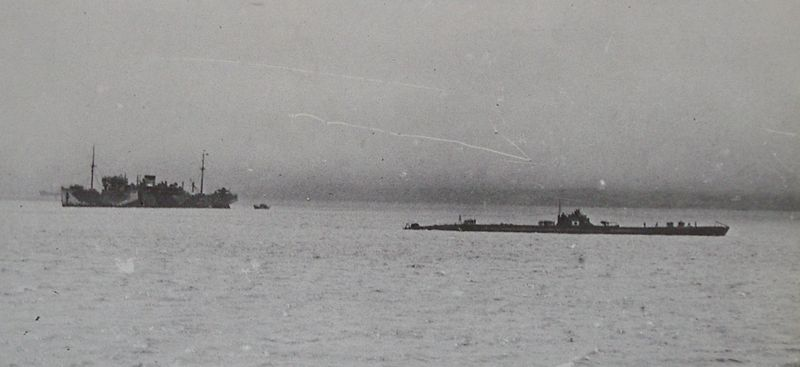
Encuentro a mediados de la Segunda Guerra Mundial entre un buque nodriza japonés (Heian Maru) y un submarino Clase Kadai (I-171) en Paramushir, Islas Kuriles, junio de 1943.

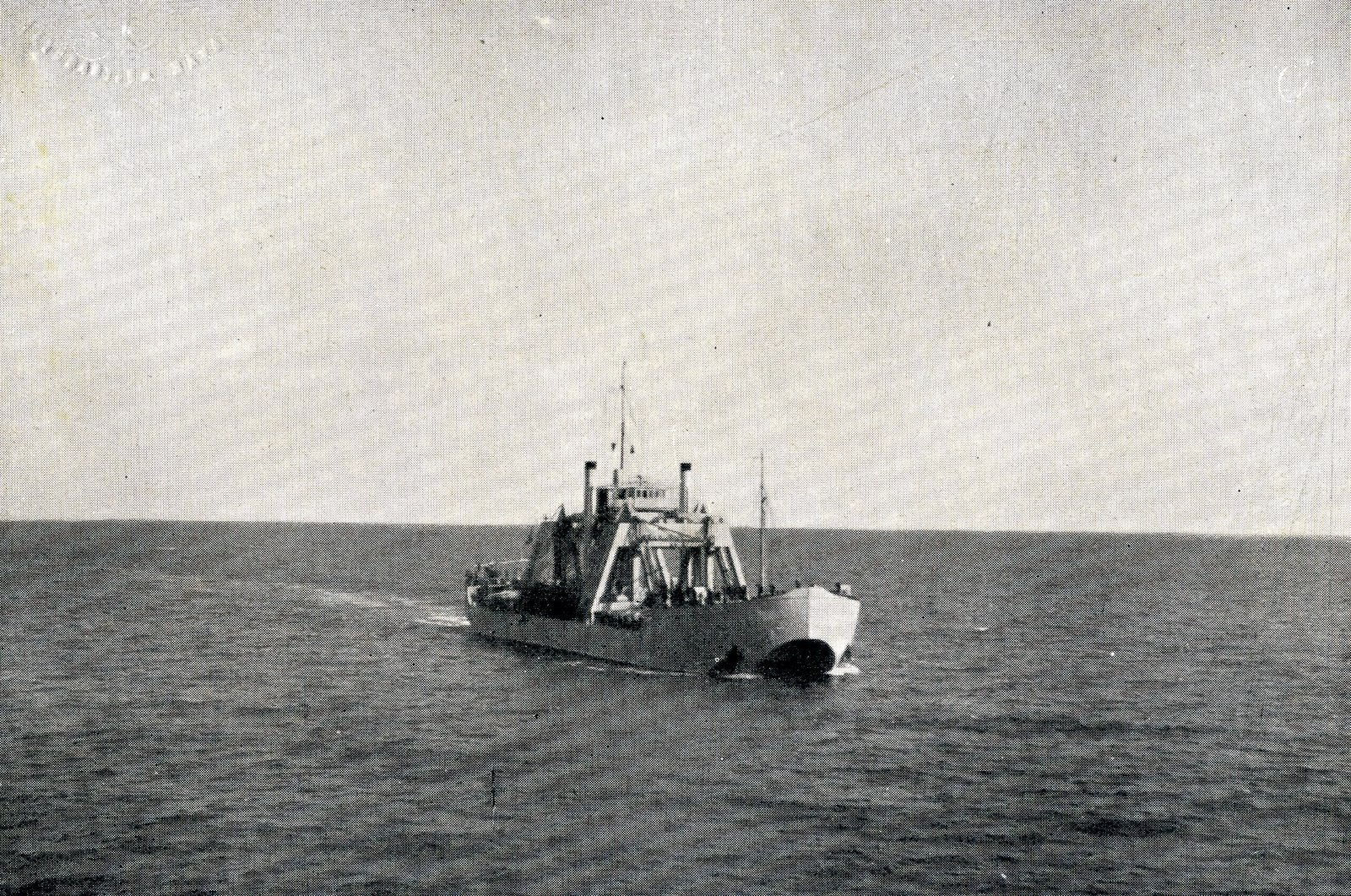
El Kanguro, de la Armada Española, en 1930.

Como los submarinos son relativamente pequeños, comparados a la mayoría de los navíos de alta mar, no tienen generalmente la capacidad de llevar grandes cantidades de alimentos, combustible o torpedos; ni de llevar el complejo arsenal de equipo y de personal necesario para hacer tareas de mantenimiento. El buque nodriza transporta todos estos elementos y se reúne periódicamente con el submarino en el mar para reabastecerlo. En algunas marinas de guerra estos buques fueron equipados incluso con talleres para el mantenimiento y alojamiento para tripulaciones de submarinistas de relevo.
Otra función de estos buques es cargar dispositivos de salvamento para intentar el difícil rescate de submarinistas accidentados, como en el caso del buque de rescate de submarinos Kanguro de la Armada Española.
Aparentemente los japoneses fueron los primeros en utilizar nodrizas, tras la Guerra Ruso-Japonesa, buscando transformar sus sumergibles en armas de largo alcance.

## Submarinos nodriza
Durante la Segunda Guerra Mundial, incapaces de utilizar nodrizas convencionales producto del bloqueo del Mar del Norte, los alemanes recurrieron al submarino Tipo XIV “Milchkühe”, o "vacas lecheras", para cumplir estas funciones. Para ello, buscando maximizar el escaso espacio, eliminaron de sus estructuras todas las armas ofensivas. Con todo, apenas podían cargar un sobrante de cuatro torpedos y 400 t. de diésel.
Actualmente algunos sumergibles modernos son configurados para actuar como nodrizas o "mother submarine" (MOSUB), lo que quiere solo decir que es posible adosarle aparatos de rescate, tales como campanas y vehículos de salvamento.

## Declive delténderclásico

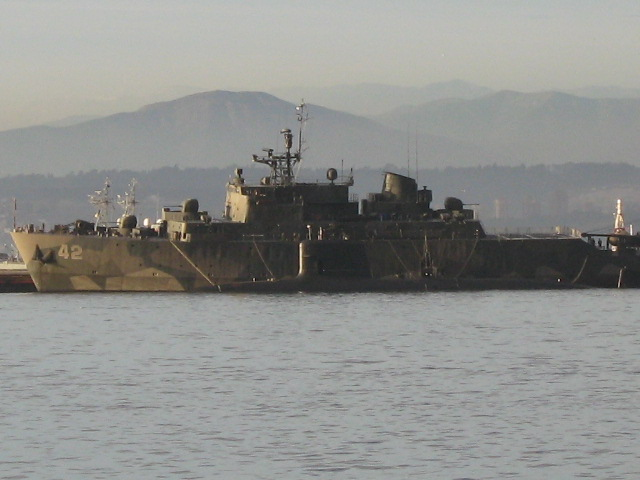
El Almirante Merino (BMS-42) de la fuerza naval chilena, uno de los pocos buques nodrizas o tender militares que siguen en uso.

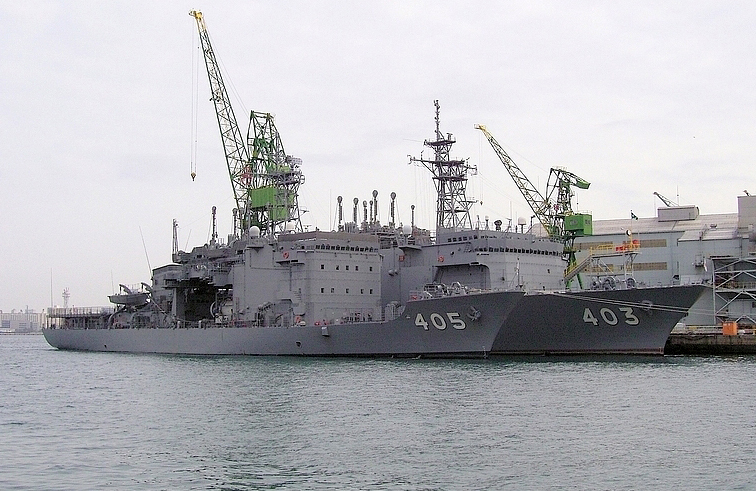
El Chiyoda (AS-405) y el Chihaya (ASR-403) de Japón, atracados en Kobe.

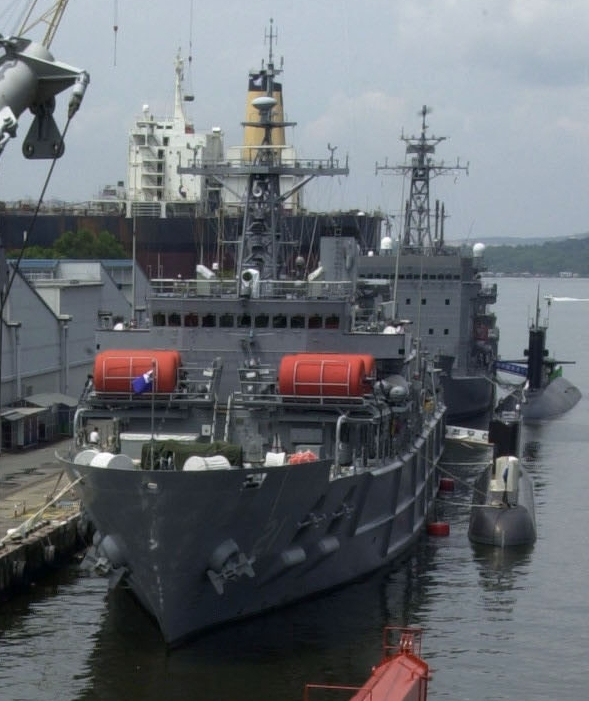
El ROKS Cheonghaejin (ASR 21) de Corea del Sur.

Con el tamaño y la automatización crecientes de submarinos modernos, sumados al uso casi ilimitado de la energía atómica, los buques nodriza ya no son todo lo imprescindibles que fueron. En la mayoría de las armadas sus funciones son hoy realizadas por otras naves multipropósito que actúan como nodrizas ocasionalmente.
En la Armada de los Estados Unidos, los llamados "submarine tender" o "mother ship" (MOSHIP), considerados como buques auxiliares, se clasifican con el prefijo AS ("Auxiliary Submarine" Tender) antepuesto al número de serie de la nave. En el 2012 dicha fuerza mantenía solamente dos buques nodrizas de submarinos, el USS Emory S. Land (AS-39)  y el USS Frank Cable (AS-40), mientras que otros diez buques nodrizas de diferentes clases ya habían sido retirados del servicio en la década de 1990.
Ya antes del año 2001 la Armada de la Federación Rusa dio de baja a todas sus nodrizas de la clase Ugra, heredados de la Armada Soviética. La última de estas naves en permanecer activa fue la INS Amba (A54), de la India, que había sido adquirida en 1968. Fue dada de baja, según se informa, en julio de 2006.
Otras armadas que basan sus fuerzas submarinas en sumergibles convencionales todavía usan nodrizas. Es el caso, por ejemplo, de Chile, que operaba en el 2012 el "buque madre de submarinos" BMS Merino. Otro tanto ocurre en la Fuerza Marítima de Autodefensa de Japón, que opera el Chiyoda (AS405).
Corea del Sur usa un buque nodriza de minisubmarinos, el ROKS Dodohae (ASL-50), cuyas características no son conocidas. Esta embarcación asiste la operación de los submarinos SX-756 y los KSS-1 con los que cuenta sus país.
Corea del Norte también contaría, según fuentes surcoreanas, al menos con un "tender" de funciones similares. De hecho, funcionarios de Corea del Sur involucraron a esta supuesta nave en el ataque a la corbeta surcoreana ROKS Cheonan (PCC-772), ocurrido en el 2010, señalando que un buque nodriza norcoreano y un grupo de minisubmarinos abandonaron su base un par de días antes del incidente, solo para volver a su atracadero unos días después. La versión coincide con otras que le atribuyen a la marina norcoreana una numerosa flota de minisubmarinos de las clases Yugo, Yono y Sang-O. 
En una escala menor y prescindiendo de autopropulsión, la Armada Nacional de Colombia utiliza un dique flotante, el ARC Mayor Jaime Arias (DF 170), como nodriza de sus minisubmarinos Cosmos SX 506.

## Nuevo aparataje y vieja función: el buque de rescate submarino
Tras el fin de la Guerra Fría, son más numerosas son las embarcaciones militares que, cumpliendo también los roles tradicionales del barco nodriza, son catalogados como "buque de rescate submarino" o "buque de aprovisionamiento y rescate submarino", conocidos por el prefijo en inglés ASR (de auxiliary submarine rescue ship) o "buque auxiliar de rescate submarino". Muchas de estas naves transportan batiscafos especializados en realizar eventuales operaciones de salvamento, que se conocen habitualmente con la sigla inglesa DSRV (deep submergence rescue vehicle) vehículo de rescate para emergencias submarinas profundas).
El concepto del buque de rescate submarino, se remonta al dragaminas USS Widgeon (AM-22) que, tras servir durante algunos años como pequeña plataforma de salvamento de submarinistas, fue reclasificado con la designación ASR-1, el 22 de enero de 1936. Siguiendo estos inicios, el prefijo ASR ha sido usado tradicionalmente en la Armada de los Estados Unidos para designar naves, muchas veces de dimensiones menores, que efectivamente estaban especializadas sólo para intervenir en situaciones de emergencia. No obstante, algunos de los últimos modelos estadounidenses de ASR se empinan sobre las 4.000 toneladas de desplazamiento. 
Hoy la sigla ASR también se usa para denominar buques de muchas marinas que pueden tanto realizar funciones de salvamento, como soporte regular a las operaciones submarinas que efectuaban los tradicionales "tender" o nodrizas. Es el caso de dos nuevos ASR que la Armada del Ejército Popular de Liberación de China comenzó a operar entre el 2010 y el 2011. Estos buques no solo están pensados para el rescate, sino que incluso pueden realizar tareas de reparación de la fuerza submarina, cuando ésta se haya encuentra en "aguas azules", alejada de sus bases.
Entre otros buques identificados como de este tipo se encuentran los japoneses Fushimi (ASR-402) y Chihaya (ASR-403) y el ROKS Chung Haejin (ASR 21) de Corea del Sur.

## Uso civil
También se llama nodrizas a los barcos que operan minisubmarinos y batiscafos con fines de estudio geológico, biológico, arqueológico o de instalación y rescate de estructuras industriales.